# اچ‌ام‌اس شروزبری (۱۶۹۵)
اچ‌ام‌اس شروزبری (۱۶۹۵) (به انگلیسی: HMS Shrewsbury (1695)) یک کشتی بود که طول آن ۱۵۸ فوت (۴۸٫۲ متر) بود.